# Sri-lankische Cricket-Nationalmannschaft in Bangladesch in der Saison 2022
Die Tour der sri-lankischen Cricket-Nationalmannschaft nach Bangladesch in der Saison 2022 fand vom 15. bis zum 27. Mai 2022 statt. Die internationale Cricket-Tour war Bestandteil der Internationalen Cricket-Saison 2022 und umfasste zwei Tests. Die Tests waren Bestandteil der ICC World Test Championship 2021–2023. Sri Lanka gewann die Serie 1–0.

## Vorgeschichte
Für beide Mannschaften war es die erste Tour der Saison. Das letzte Aufeinandertreffen der beiden Mannschaften bei einer Tour fand in der Saison 2021 in Bangladesch statt.

## Stadien
Die folgenden Stadien wurden für die Tour als Austragungsort vorgesehen.
| Stadion                                | Stadt      | Kapazität | Spiele  |
| -------------------------------------- | ---------- | --------- | ------- |
| Zohur Ahmed Chowdhury Stadium          | Chittagong | 22.000    | 1. Test |
| Sher-e-Bangla National Cricket Stadium | Dhaka      | 26.000    | 2. Test |

## Kaderlisten
Bangladesch benannte seinen Kader am 24. April 2022.
Sri Lanka benannte seinen Kader am 4. Mai 2022.
| Test | Test |
| Bangladesch | Sri Lanka |
| --- | --- |
| - Mominul Haque (K) - Khaled Ahmed - Yasir Ali - Litton Das (wk) - Mehidy Hasan Miraz - Nayeem Hasan - Nurul Hasan - Shakib Al Hasan - Ebadot Hossain - Mosaddek Hossain - Tamim Iqbal - Shohidul Islam - Shoriful Islam - Taijul Islam - Mahmudul Hasan Joy - Mushfiqur Rahim - Rejaur Rahman Raja - Najmul Hossain Shanto | - Dimuth Karunaratne (K) - Dinesh Chandimal - Dhananjaya de Silva - Niroshan Dickwella - Lasith Embuldeniya - Asitha Fernando - Oshada Fernando - Vishwa Fernando - Praveen Jayawickrama - Chamika Karunaratne - Suminda Lakshan - Dilshan Madushanka - Angelo Mathews - Kamindu Mendis - Kusal Mendis - Ramesh Mendis - Kamil Mishara - Kasun Rajitha |

## Tour Match
| 10. – 11. Mai Scorecard | Dhaka (BKSP) | Sri Lanka 50-1 (18.2) | – | Bangladesh Cricket Board XI |
|                         |              | Remis                 |   |                             |

## Tests

### Erster Test in Chittagong
| 15. – 19. Mai Scorecard | Chittagong | Sri Lanka 397 (153) & 260-6 (90.1) | – | Bangladesch 465 (170.1) |
|                         |            | Remis                              |   |                         |

Sri Lanka gewann den Münzwurf und entschied sich als Schlagmannschaft zu beginnen. Von den sri-lankischen Eröffnungs-Battern konnte Oshada Fernando 36 Runs erzielen. Daraufhin entstand eine Partnerschaft zwischen Kusal Mendis und Angelo Mathews über 92 Runs, bis Kusal nach einem Fifty über 54 Runs sein Wicket verlor. Der nächste Batter, der sich an der Seite von Mathews etablieren konnte, war Dinesh Chandimal, bevor der Tag beim Stand von 258/4 endete. Am zweiten Tag schied Chandimal nach 66 Runs aus und da die verbliebenen Batter sich nicht etablieren können endete das Innings, nachdem Fernando nach einem Century 199 Runs aus 397 Bällen sein Wicket verloren hatte. Beste Bowler für Bangladesch waren Nayeem Hasan mit 6 Wickets für 105 Runs und Shakib Al Hasan mit 3 Wickets für 60 Runs. Für Bangladesch konnten sich dann die Eröffnungs-Batter Mahmudul Hasan Joy und Tamim Iqbal etablieren und beendeten den Tag ohne den Verlust eines Wickets beim Stand von 76/0. Am dritten Tag verlor Joy nach 58 Runs sein Wicket. Als nächster konnte sich Mushfiqur Rahim Beim Stand von 220/3 musste Iqbal verletzt pausieren und wurde durch Litton Das ersetzt. Der Tag endete beim Stand von 218/3. Am vierten Tag schied Das nach einem Half-Century über 88 Runs aus und ein Ball später schied auch der wieder hereinkommende Iqbal nach einem Century über 133 Runs aus 218 Bällen aus. Rahim konnte bis zu seinem Ausscheiden ein Century über 105 Runs aus 282 Bällen erreichen und war der letzte Spieler, der einen größeren Beitrag leisten konnte, bis das Innings mit einem Vorsprung von 68 Runs für Bangladesch endete. Beste sri-lankische Bowler waren Kasun Rajitha mit 4 Wickets für 60 Runs und Asitha Fernando mit 3 Wickets für 72 Runs. Für Sri Lanka konnte sich von den Eröffnungs-Battern Kapitän Dimuth Karunaratne etablieren. Das Team verlor bis zum Ende des Tages zwei Wickets und der Tag endete beim Stand von 39/2. Am fünften Tag fand Karunaratne Kusal Mendis als Partner, der nach 48 Runs ausschied. Karunaratne verlor nach einem Half-Century über 52 Runs sein Wicket und nach ihm Dhananjaya de Silva nach 33 Runs. Die letzte Partnerschaft wurde durch Dinesh Chandimal und Niroshan Dickwella gebildet, die den Tag und das Spiel beim Stand von 260/6 beendeten. Chandimal hatte dabei 39 Runs und Dickwalla ein half-Century über 61 Runs erreicht. Bester bangladeschischer Bowler war Taijul Islam mit 4 Wickets für 82 Runs. Als Spieler des Spiels wurde Angelo Mathews ausgezeichnet.

### Zweiter Test in Dhaka
| 23. – 27. Mai Scorecard | Dhaka | Bangladesch 365 (116.2) & 169 (55.3) | – | Sri Lanka 506 (165.1) & 29-0 (3) |
|                         |       | Sri Lanka gewinnt mit 10 Wickets     |   |                                  |

Bangladesch gewann den Münzwurf und entschied sich als Schlagmannschaft zu beginnen. Das Team verlor früh vier Wickets, bevor sich Mushfiqur Rahim zusammen mit Litton Das etablieren konnten. Zusammen beendeten sie den Tag bei einem Stand von 277/5. Am zweiten Tag verlor Das dann sein Wicket nach einem Century über 141 Runs aus 246 Bällen und keinem seiner Nachfolger gelang es sich zu etablieren. So beendete Rahim das Innings ungeschlagen mit 175* Runs aus 355 Bällen. Die Wickets für Sri Lanka erzielten Kason Rajitha mit 5 Wickets für 64 Runs und Asitha Fernando mit 4 Wickets für 93 Runs. Für Sri Lanka konnten sich dann die beiden Eröffnungs-Batter Oshada Fernando und Kapitän Dimuth Karunaratne etablieren. Fernando schied nach einem Half-Century über 57 Runs aus und der Tag endete beim Stand von 143/2. Am dritten Tag schied auch Karunaratne mit einem Fifty über 80 Runs aus. Daraufhin konnten sich Angelo Mathews und Dhananjaya de Silva etablieren. De Silva verlor, nachdem das Spiel auf Grund von Regenfällen hatte unterbrochen werden müssen, nach einem Fifty über 58 Runs sein Wicket und wurde durch Dinesh Chandimal ersetzt, der zusammen mit Mathews den Tag beim Stand von 282/5 beendete. Am vierten Tag endete die Partnerschaft nach 199 Runs, als Chandimal nach einem Century über 124 Runs aus 219 Bällen sein Wicket verlor. Daraufhin konnte sich kein Batter mehr etablieren und Mathews beendete das Innings ungeschlagen mit einem Century über 145 Runs aus 342 Bällen und einem Vorsprung von 141 Runs. Die bangladeschischen Wickets erzielten Shakib Al Hasan mit 5 Wickets für 96 Runs und Ebadot Hossain mit 4 Wickets für 148 Runs. Bis zum Ende des Tages verlor Bangladesch dann noch vier Wickets und beendete diesen beim Stand von 34/4. Am fünften Tag war allein die Partnerschaft von Shakib Al Hasan und Litton Das über 103 Runs ergiebig. Das erreichte ein Fifty über 52 Runs und Al Hasan über 58 Runs und das Innings endete mit einer Vorgabe von 29 Runs für Sri Lanka. Bester sri-lankischer Bowler war Asitha Fernando mit 6 Wickets für 51 Runs. Die Vorgabe konnte dann Sri Lanka in drei Overn einholen, was vor allem an 21 Runs von Oshada Fernando lag. Als Spieler des Spiels wurde Asitha Fernando ausgezeichnet.

## Auszeichnungen

### Player of the Series
Als Player of the Series wurden der folgende Spieler ausgezeichnet.
| Serie | Player of the Series |
| ----- | -------------------- |
| Test  | Angelo Mathews       |

### Player of the Match
Als Player of the Match wurden die folgenden Spieler ausgezeichnet.
| Spiel   | Player of the Match |
| ------- | ------------------- |
| 1. Test | Angelo Mathews      |
| 2. Test | Asitha Fernando     |